# Romain Arneodo
Romain Arneodo (Cannes, 4 augustus 1992) is een Monegaskische tennisser van Franse oorsprong. Hij heeft 1 ATP-titel in het dubbelspel op zijn naam staan.

## Palmares
| Legenda                       | Legenda               |
| ----------------------------- | --------------------- |
| Grand Slam                    |                       |
| Olympische Spelen             |                       |
| tot 2009                      | vanaf 2009            |
| Tennis Masters Cup            | ATP Finals            |
| ATP Masters Series            | ATP Tour Masters 1000 |
| ATP International Series Gold | ATP Tour 500          |
| ATP International Series      | ATP Tour 250          |

### Dubbelspel
| Nr.                              | Datum            | Toernooi            | Ondergrond    | Partner                  | Tegenstanders in finale            | Score                | Details |
| -------------------------------- | ---------------- | ------------------- | ------------- | ------------------------ | ---------------------------------- | -------------------- | ------- |
| Gewonnen finales herendubbel     |                  |                     |               |                          |                                    |                      |         |
| 1.                               | 3 augustus 2019  | ATP Cabo San Lucas  | Hardcourt     | Hugo Nys                 | Dominic Inglot Austin Krajicek     | 7-5, 5-7, [16-14]    | Details |
| Verloren finales herendubbel     |                  |                     |               |                          |                                    |                      |         |
| 1.                               | 28 februari 2021 | ATP Córdoba         | Gravel        | Benoît Paire             | Rafael Matos Felipe Meligeni Alves | 4-6, 1-6             | Details |
| 2.                               | 16 april 2023    | ATP Monte Carlo     | Gravel        | Sam Weissborn            | Ivan Dodig Austin Krajicek         | 0–6, 6–4, [12–14]    | Details |
| Gewonnen challengers herendubbel |                  |                     |               |                          |                                    |                      |         |
| 1.                               | 27 augustus 2017 | Manerbio            | Gravel        | Hugo Nys                 | Michail Jelgin Roman Jebavý        | 4-6, 7-6(3), [10-5]  |         |
| 2.                               | 12 november 2017 | Montevideo          | Gravel        | Fernando Romboli         | Ariel Behar Fabiano de Paula       | 2-6, 6-4, [10-8]     |         |
| 3.                               | 21 januari 2018  | Koblenz             | Hardcourt (i) | Tristan-Samuel Weissborn | Sander Arends Antonio Šančić       | 6-7(4), 7-5, [10-6]  |         |
| 4.                               | 18 februari 2018 | Cherbourg-Octeville | Hardcourt (i) | Tristan-Samuel Weissborn | Antonio Šančić Ken Skupski         | 6-3, 1-6, [10-4]     |         |
| 5.                               | 10 maart 2018    | Santiago            | Gravel        | Jonathan Eysseric        | Guido Andreozzi Guillermo Durán    | 7-6(4), 1-6, [12-10] |         |
| 6.                               | 6 januari 2019   | Orlando             | Hardcourt     | Andrei Vasilevski        | Gonçalo Oliveira Andrea Vavassori  | 7-6(2), 2-6, [15-13] |         |
| 7.                               | 3 februari 2019  | Cleveland           | Hardcourt     | Andrei Vasilevski        | Robert Galloway Nathaniel Lammons  | 6-4, 7-6(4)          |         |
| 8.                               | 24 maart 2019    | Rijsel              | Hardcourt     | Hugo Nys                 | Grégoire Barrère Quentin Halys     | 7-5, 5-7, [10-8]     |         |

## Prestatietabel (Grand Slam) dubbelspel
| Legenda | Legenda                          |
| ------- | -------------------------------- |
| g.t.    | geen toernooi gehouden           |
| l.c.    | lagere categorie                 |
| –       | niet deelgenomen                 |
| G       | uitgeschakeld in de groepsfase   |
| 1R      | uitgeschakeld in de eerste ronde |
| 2R      | uitgeschakeld in de tweede ronde |
| 3R      | uitgeschakeld in de derde ronde  |
| 4R      | uitgeschakeld in de vierde ronde |
| KF      | uitgeschakeld in de kwartfinale  |
| HF      | uitgeschakeld in de halve finale |
| F       | de finale verloren               |
| W       | het toernooi gewonnen            |
| w-v     | winst/verlies-balans             |

| Grandslamtoernooien  |      |      |      |     |      |      |      |      |      |      |      |
| Australian Open      | –    | –    | –    | –   | –    | –    | –    | –    | 1R   | 1R   | –    |
| Roland Garros        | –    | –    | –    | –   | –    | –    | –    | –    | 3R   | –    |      |
| Wimbledon            | –    | –    | –    | –   | –    | 1R   | 1R   | g.t. | 1R   | –    |      |
| US Open              | –    | –    | –    | –   | –    | 1R   | –    | –    | –    | –    |      |
| ATP Masters 1000     |      |      |      |     |      |      |      |      |      |      |      |
| Indian Wells         | –    | –    | –    | –   | –    | –    | –    | g.t. | –    | –    | –    |
| Miami                | –    | –    | –    | –   | –    | –    | –    | g.t. | –    | –    | –    |
| Monte Carlo          | –    | KF   | 2R   | –   | HF   | 2R   | 1R   | g.t. | 1R   | 1R   | F    |
| Madrid               | –    | –    | –    | –   | –    | –    | –    | g.t. | –    | –    | –    |
| Rome                 | –    | –    | –    | –   | –    | –    | –    | –    | –    | –    |      |
| Montreal/Toronto     | –    | –    | –    | –   | –    | –    | –    | g.t. | –    | –    |      |
| Cincinnati           | –    | –    | –    | –   | –    | –    | –    | –    | –    | –    |      |
| Shanghai             | –    | –    | –    | –   | –    | –    | –    | g.t. | g.t. | g.t. |      |
| Parijs               | –    | –    | –    | –   | –    | –    | –    | –    | –    | –    |      |
| Olympische Spelen    |      |      |      |     |      |      |      |      |      |      |      |
| Olympische Spelen    | g.t. | g.t. | g.t. | –   | g.t. | g.t. | g.t. | g.t. | –    | g.t. | g.t. |
| Statistieken         |      |      |      |     |      |      |      |      |      |      |      |
| Totaal aantal titels | 0    | 0    | 0    | 0   | 0    | 0    | 1    | 0    | 0    | 0    | 0    |
| Eindejaarsranking    | 408  | 249  | 205  | 744 | 105  | 88   | 74   | 97   | 80   | 118  |      |